# Borgen (Luleå)
Borgen is een Zweeds eiland behorend tot de Lule-archipel. Het eiland dankt zijn naam aan het feit dat bij benadering van het eiland, het eiland er vanuit een bepaald perspectief eruitziet als een kasteel (Borg is Zweeds voor kasteel). Het heeft geen vaste oeververbinding. Het heeft een vluchtcabine. Het ligt ten noordoosten van Sigfridsön